# Remora albescens
A Remora albescens a sugarasúszójú halak (Actinopterygii) osztályának sügéralakúak (Perciformes) rendjébe, ezen belül az Echeneidae családjába tartozó faj.

## Rendszertani besorolása
Ezt a halat, korábban a Remorina Jordan & Evermann 1896 nembe sorolták Remorina albescens néven (Temminck & Schlegel, 1850). De manapság a Remora-fajok közé sorolják, így az előbbi név szinonimává vált.

## Előfordulása
A Remora albescens a világ összes meleg vizében megtalálható. Az Indiai-óceán nyugati felén, Mauritius és Réunion körül; a Csendes-óceán keleti részén Kaliforniától Chiléig, azonban a mexikói Alsó-Kaliforniától északra ritkább; Nyugat-Atlanti-óceánban Floridától és a Mexikói-öböltől Brazíliáig; az Atlanti-óceán középső részén, a Szent Pál-sziklái (St. Paul's Rocks) környékein található meg.

## Megjelenése
Legfeljebb 30 centiméter hosszú. Színezete a világos szürkétől a fehérig változik.

## Életmódja
Ez a szubtrópusi, tengeri halfaj, a nyílt vizeket kedveli. Életének legnagyobb részét, az atlanti ördögrájákon (Mobula birostris) és ezek rokonain tapadva tölti. A nagytestű ráják mellett cápákra és fekete marlinokra (Makaira indica) is tapad. Ritkán úszik saját erejéből.

## Felhasználása
A hagyományos kínai orvoslásban használják ezt a halat.